# Teoma
Teoma fue un motor de búsqueda de Internet fundado por el profesor Apsotolos Gerasoulis y sus colegas en la Universidad de Rutgers en Nueva Jersey. El profesor Tao Yang de la Universidad de California cooperó en el desarrollo e investigación de la tecnología. Sus investigaciones nacieron en 1998 en el marco del proyecto DiscoWeb, siendo publicado las conclusiones y el algoritmo primitivo en el trabajo "DiscoWeb: Applying Lins Analysis to Web Search".
Teoma es único en su desarrollo y aplicación debido a su algoritmo de popularidad basado en enlaces. A diferencia del PageRank de Google, la tecnología de Teoma analiza los enlaces en su contexto para calcular el ranking de importancia en un determinado tema. Por ejemplo, una página acerca del fútbol puede obtener un ranking más elevado si otras páginas sobre el mismo tema enlazan a ella.
Algunas partes del algoritmo de relevancia de Teoma se basaron en la metodología de IBM, desarrollado para su proyecto CLEVER.
Teoma fue comprado por Ask Jeeves el 11 de septiembre de 2001 y potenció el sitio de ask.com y sus derivados internacionales. El 26 de febrero de 2006, Teoma fue renombrado y pasó a ser parte íntegra de ask.com
El algoritmo de Teoma es llamado por ask.com como el Algoritmo ExpertRank.